# CECT
CECT – marka (i jednocześnie nazwa chińskiej spółki – producenta) telefonów będących klonami popularnych telefonów, m.in. iPhone’a produkcji Apple. Na rynku pojawiło się wiele telefonów marki CECT, większość z nich nosi nazwę HiPhone i Sciphone.
Telefony CECT są uruchomione z systemem Windows Mobile, mają wbudowane Wi-Fi i wiele aplikacji dodatkowych – dyktafon, video/kamera, kalkulator i aplikacje biurkowe, dodatkowo posiadają funkcję przewijania i tzw. „shake control”.
Telefony i9, i9+ i i9+++, wbrew powszechnemu przekonaniu, nie są produktem firmy CECT. Są to klony modelu Sciphone i68.

## Modele
- HiPhone p168
- HiPhone p168+
- HiPhone p168++
- HiPhone p168C
- HiPhone p168S
- HiPhone S688
- HiPhone T32
- HiPhone C-002
- CECT m002L

## Seria A
- Sciphone A88
- Sciphone A88+
- Sciphone A380i

## Seria I
- Sciphone i9
- Sciphone i9+
- Sciphone i32
- Sciphone i68
- Sciphone i68+
- Sci69